# Joseph Mortimer Granville

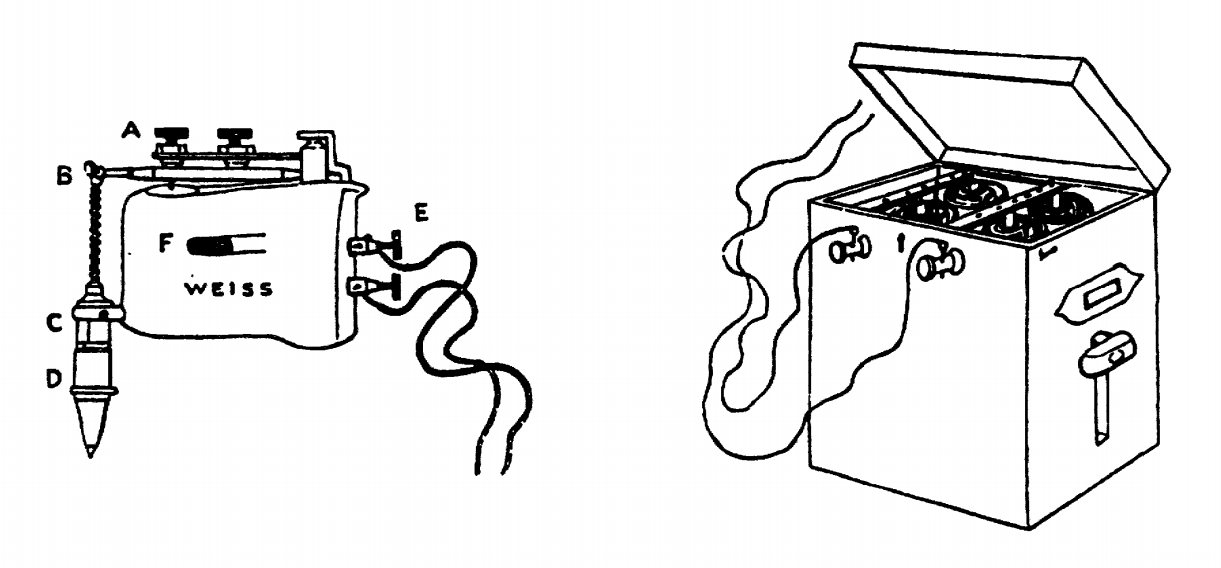
Granvilles Vibrator (links) mit Batterie (rechts)

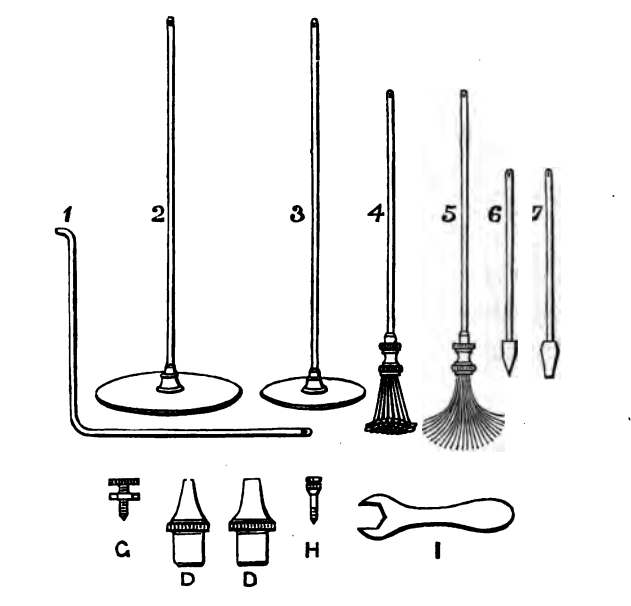
Aufsätze und Zusatzteile des Vibrators

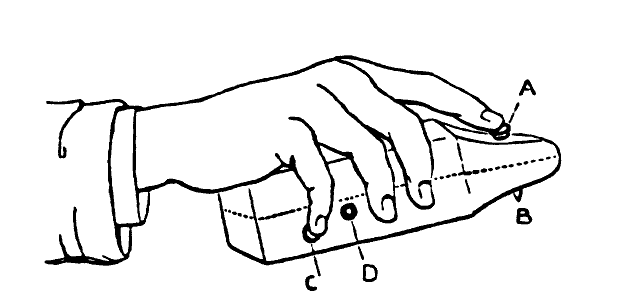
Hand-„Percuteur“ mit Federwerkantrieb

Joseph Mortimer Granville (* 1833; † 1900) war ein englischer Arzt und Erfinder des elektrischen Vibrators.

## Leben
Granville war ein produktiver Autor sowohl populärer als auch fachwissenschaftlicher medizinischer Bücher. Bekannt ist er heute aber durch seine 1883 patentierte Erfindung eines elektrischen Vibrators, auch Nervenvibrationsapparat genannt, die sein Erfinder allerdings nicht für die Behandlung der „weiblichen Hysterie“ durch sogenannte „Perkussion“ angewandt sehen wollte:
Ich habe bislang keine weiblichen Patientinnen perkussiert. […] Ich habe die Perkussionsbehandlung weiblicher Patienten unterlassen, und werde sie auch in Zukunft unterlassen, einfach weil ich mich weder durch die unklaren Gestaltungen hysterischer Zustände noch die charakteristischen Erscheinungsformen der Hypochondrie täuschen lassen, noch die Irreführung anderer unterstützen will.
Granvilles Vibrator (seinerzeit als „Granvilles Hammer“ bekannt, Granville selbst nannte das Instrument „Percuteur“) wurde mit mehreren auswechselbaren Aufsätzen geliefert und sollte vor allem bei Nervenleiden eingesetzt werden. Den Strom lieferte eine schwere, aber transportable Batterie, bestehend aus mehreren in Reihe geschalteten Bunsenelementen. Hergestellt wurde das Gerät von John Weiss & Son, einer renommierten Firma für den Bau medizinischer Geräte und Instrumente.
Außer dem elektrisch betriebenen Vibrator verwendete Granville auch ein handliches, durch ein Federwerk angetriebenes Gerät.
Zudem setzte sich Granville dafür ein, dass die Vibrationsmassagegeräte, wie die frühen Vibratoren auch genannt wurden, nur von geschultem Personal angewandt werden sollten.
Die Geschichte der Erfindung des Vibrators durch Granville ist Grundlage des Films In guten Händen, in welchem Granville durch Hugh Dancy dargestellt wird. Allerdings wird der Erfinder in diesem Film als ein wesentlich jüngerer Mann präsentiert, als es dem Alter Granvilles zur fraglichen Zeit entsprochen hätte.

## Schriften
- „While the ‚boy‘ waits.“ Essays. London 1873
- The Care and Cure of the Insane: being the reports of the Lancet Commission on Lunatic Asylums, 1875-6-7 … With a digest of the principal records extant, and a … review of the work of each asylum. 2 Bde., London 1877
- Common Mind Troubles. London 1878
- Sleep and Sleeplessness. London 1879
- The Secret of a Clear Head. London 1879
- Minds and Moods. Gossiping papers on mind-management and morals. London 1879
- The Secret of a Good Memory. London 1880
- „Change“ as a mental restorative. London 1880
- Youth: its care and culture. London 1880
- How to make the best of life. London 1881
- Doubts, Difficulties and Doctrines. London 1883
- Nerve-vibration and excitation as agents in the treatment of functional disorder and organic disease. London 1883
- Nerves and Nerve-troubles. London 1884
- Gout in its clinical aspects. An outline of the disease and its treatment for practitioners. London 1885
- A Note on the nature and treatment of „Influenza“. London 1893